# Kral Şakir: Mikrop Avcıları
Kral Şakir: Mikrop Avcıları es una película animada turca producida por Grafi2000 y estrenada en la plataforma Exxen el 22 de enero de 2021. Es una de las primeras películas animadas originales de Exxen.

## Trama
En esta película, el buitre Kürşat y el gorila Ercan propagan accidentalmente un virus al mundo y este virus dejó un gran impacto en el mundo, y con la ayuda de Şakir y su familia, cuentan con la ayuda del científico Mirket para erradicar este virus del mundo. Además, se da un ejemplo de un virus corona.

## Personajes
| Personaje     | Resumen | Actor de voz  |
| ------------- | --- | ------------- |
| Şakir         | Es el protagonista de la película. Es un león y siempre lleva sombrero. Su sombrero puede cambiar en cualquier lugar. | Mustafa Oral  |
| Remzi         | Es el padre de Şakir, un león. Lleva un suéter rojo. Trabaja en un banco y juega videojuegos con Necati y Şakir cuando llega a casa del trabajo. El niño es animoso.                                                                       | Atilla Sendil |
| Necati        | Es un elefante morado. Trabaja como conserje en la escuela. Aunque sus padres son ricos, él no es rico. Es el primer conserje de la escuela. El resto del tiempo duerme, come y juega videojuegos. Por lo general, siempre deambula.       | Emre Turanlı  |
| Canan         | Es un gato de color blanco. Ella es la hermana de Şakir. Es muy inteligente y suele leer libros. | Didem Atlıhan |
| Kadriye       | Es la madre de Şakir y Canan, y también es una gata blanca. Suele limpiar la casa y cocinar. | Sema Kahriman |
| Abuelo Peyami | Es el abuelo de Şakir. Es una vieja tortuga de agua. | Sedat Yılmaz  |
| Uyuz Tanju    | Es un vagabundo que vive en basureros y siempre se come las tiradas ajenas. Şakir, Remzi y Necati siempre se hacen amigos de él. | Hakan Akın    |
| Mirket        | Es un científico muy inteligente. Hace inventos muy complejos y alucinantes en su propio laboratorio. Probó sus inventos en Necati, Remzi y Şakir varias veces. La mayor parte del tiempo, Şakir ayuda a Remzi y Necati a salir del apuro. | Onur Akgülgil |
| Buitre Kürşat | Es un rico arrogante que viste un vestido negro. Es muy confiado y siempre vuelve las cosas oscuras. Tiene dos hombres con él. | Baris Özgenc  |
| Gorila Ercan  | Es el hombre que siempre está con Akbaba Kürşat y lo ayuda con el trabajo sucio. | Sinan Divrik  |
| Cüneyt        | Es un lagarto gruñón que vive en el apartamento frente al apartamento de Şakir y su familia. El es muy viejo. Solía ser un comediante famoso.                                                                                              | Koray Aktaş   |
| Necmi         | Es un chivo testarudo con Necati. Es vecino de Necati y es conocido como el terco Necmi en el barrio. | Ali Corapci   |